# Holercani, Dubăsari
Holercani este o localitate în raionul Dubăsari, Republica Moldova.
Atestat la 15 octombrie 1607. Distanțe: 15 km până la Dubăsari, 50 km până la Chișinău.

## Descriere
Satul se află printre dealuri cu pante domoale, cu podișuri și culmi întinse, cu văi și vâlcele coborând cătinel spre lunca Nistrului, cu rânii și rânișuri pe malul Râului. Budaiul, Zăvoiul, Lanul, Colacul, Holmul, Stânca, Costișa, Ibrineasa, Obrocul, Solonețul, Balta, Ceairul, Rarisul, Chistelnița-sunt cuvinte vechi, denumiri semnificative ce evocă particularitățile fizico-geografice și naturale ale terenurilor din preajma satului.
Odată cu construirea barajului de la Dubăsari în 1954 s-a format o mare artificială, care s-a extins pe o suprafață de 6.750 ha și are o lungime de 128 km cu o adâncime medie de 7,5 m. Vatra veche a satului s-a dus sub apă, biserica aflată cândva pe colină s-a pomenit pe țărmul lacului de acumulare. Mai jos de Holercani, într-o zonă împădurită cu un parc enorm, se află un orășel balnear cu vile parlamentare arătoase, plajă și stație de bărci.

## Etimologie
Denumirea satului provine din ucraineanul horilca (țuică/rachiu) care a stat la baza denumirii satului, formată cu sufixul -ani. 

## Istorie
Vladimir Nicu susține în îndreptarul bibliografic că a fost atestat la 26 ianuarie 1446, cu referire la un hrisov emis de Ștefan ce Mare, unde se menționează „că aceasta adevărată slugă a noastră, Ostapcu Ogorilcu, ne-a slujit drept și credincios. De aceea, noi, văzând dreapta și credincioasa lui slujbă către noi, l-am miluit cu deosebita noastră milă și i-am dat, în țara noastră, în Moldova, un sat, ocina lui, pe Răut, unde a fost casa lui, anume Bugaiciouți.”, considerând că Ogorilco ar fi întemeietorilor satului. Această dată a fost preluată și de alte publicații apărute ulterior. Totuși, din document rezultă că Ogorilco avea ocine pe malul râului Răut, dar nu pe Nistru. 

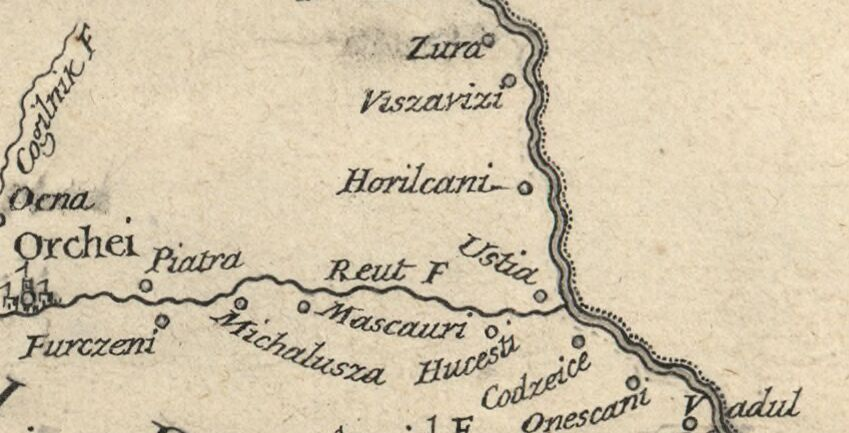
Harta Moldovei lui Cantemir, 1716-1737

Satul a fost menționat documentar pentru prima dată în anul 1607:
„Io Mihail Moghila voievod, din mila lui dumnezeu, domn al Țării Moldovei.
Iată acest adevărat credincios boier al nostru, pan Dumitrache Chiriță mare postelnic, a slujit mai înainte sfântrăposatului părinte al domniei mele, Simion Moghila voevod, iar azi slujește și nouă drept și credincios. Și i-a dat și l-a miluit părintele domniei mele, Simion voevod, cu un sat anume Horilcanii, care este în ținutul Orhei.
Deci noi, văzând dania si miluirea părintelui domniei mele, iar domnia mea încă si dela noi am dat și am întărit boierului nostru, Chiriță postelnic, acel sat Horilcani, să-i fie si dela noi cu tot venitul.
Iar după viața noastră, cine va voi să strice întărirea noastră si miluirea de mai înainte a părintelui domniei mele, acela să fie blestemat si de trei ori blestemat. Și altul să nu se amestece.
Scris în Iași, în anul 7116 <1607> Octombrie 15.”

Localitatea este prezentată pe hărțile din sec. XVIII, Harta Moldovei întocmită de Statul Major General sub conducerea F. G. de Bowr (1769-1771) o fixează ca așezare la Nistru cu loc de dislocare a armatei ruse în timpul războiului ruso-turc din 1768-1774.

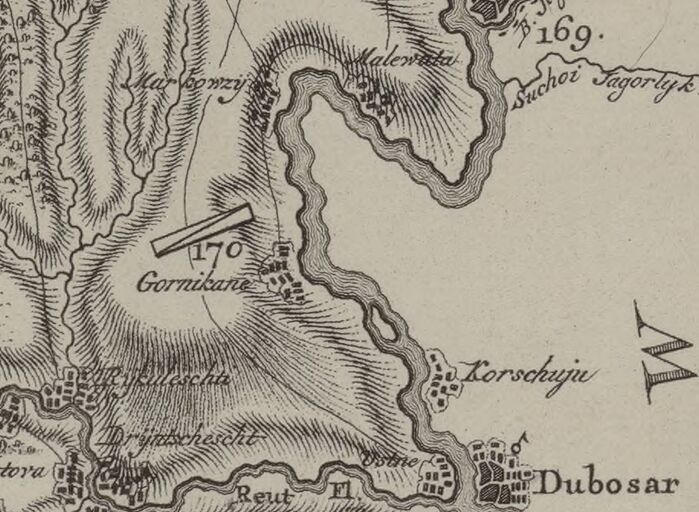
Holercani pe harta Moldovei 1769-1771

În materialele recensământului din anii 1772-1773 găsim înregistrată localitatea Horilcani cu numai 20 de ogrăzi, moșia satului aparținând Mănăstirii “Sf. Sava” din Iași. Recensământul de la 1774 fixează aici 23 de case și 3 pustii, 11 familii de birnici: Hilip fiul Hodorogea; Costandin Hodorogea; Gavril Mărițoiu; Grigoraș Stihi; Toadir Ghilan; Gheorghe Roșca; Mihăilă Stari; Andrii Racul; Vasâle Racul; Vasâle Hodorogea; Vasâle, dascălu și 12 familii de rufeturi: preotul Andrei, diaconul Neculai și voluntarii Sandul; Condre Stihi; Dumitrașcu; Tănasă fiul lui Dumitrașco; Sâmion fiul lui Grigori; Ioniță Hilimon; Vasâle fiul lui Tănasă; Sămiginițul fiul lui Gavril; Tănasă fiul lui Mihai; Chiriac fiul lui Ghilos. Unele vițe vechi de oameni s-au păstrat, peste ani și veacuri până în zilele noastre. Pe de altă parte, în cursul vremii, populația s-a înnoit cu familii strămutate din alte localități și regiuni.
Conform Condicii Liudilor a Visteriei Moldovei din 1803 în satul Horilcani a Mănăstirii “Sf. Sava” erau 65 de familii plătitoare de bir de la care visteria lua anual 1128 lei.
Conform recensământului Basarabiei din 1817, Holercani - sat în ocolul Nistrului de Sus a ținutului Orhei. Categoria A (starea satului bogată). 3 preoți, 1 diacon, 1 dascăl, 1 ponomar, 1 staroste, 1 mazil; 75 gospodării de țărani, 2 văduve și 2 burlaci. Total 85 de gospodării și 2 de văduve. Moșia satului aparținea mănăstirii Sf. Sava din Iași. În lunca Nistrului erau multe gradini și livezi. Locuitori se ocupau cu cultivarea tutunului și pescuitul.
Din a doua jumătate a sec. XIX Holercani devine moșie mănăstirească străină a Mănăstirii Sf. Mormânt.
În anii 50 a sec. XIX satul Holercani avea 838 locuitori, dintre care 829 moldoveni și 9 de altă naționalitate.
Registrul localităților Imperiului Rus din 1859 indică pentru Holercani: sat mănăstiresc pe malul Nistrului, distanța de la orașul ținutal 27,74 km, 172 de ogrăzi și 872 de locuitori dintre care 429 bărbați și 443 femei, precum și o biserică ortodoxă.
| Case | Case | Locuitori | Locuitori | Locuitori | Locuitori | Cai  | Cai  | Vite cornute mari | Vite cornute mari | Oi și capre | Oi și capre |
| 1870 | 1875 | 1870      | 1870      | 1875      | 1875      | 1870 | 1875 | 1870              | 1875              | 1870        | 1875        |
| 1870 | 1875 | bărbați   | femei     | bărbați   | femei     | 1870 | 1875 | 1870              | 1875              | 1870        | 1875        |
| ---- | ---- | --------- | --------- | --------- | --------- | ---- | ---- | ----------------- | ----------------- | ----------- | ----------- |
| 192  | 196  | 481       | 470       | 486       | 482       | 75   | 92   | 280               | 175               | 550         | 477         |

În 1885 s-au început pregătirile pentru deschiderea școlilor parohiale în moșiile mănăstirești străine. În baza datelor statistice despre sate și populația lor sau format listele a 20 de sate dintre care și Holercani în care vor fi construite școli. La 31 ianuarie 1886 ca urmare a cererii Arhiepiscopului Chișinăului și Hotinului, Ober-Procurorul Sf. Sinod a permis din veniturile moșiilor străine să aloce pentru construirea școlilor în 20 de sate mănăstirești 58000 ruble și alocarea pentru întreținerea fiecărei școlii a câte 436 ruble pe an. Clădirea școlii a fost construită din piatră și asigurată de incendii pentru suma de 3000 ruble în Societatea Rusă de Asigurare Contra Incendiilor. Școala a fost deschisa în ianuarie 1887, tot atunci au început a fi predate lecții. Învățătoare era Anastasia Svetenko, absolventă a Școlii Eparhiale de Fete. În 1887 școala o frecventau 32 de băieți.
Din anul 1904 : “Holercani sat în jud. Orhei, volostea Criuleni, așezat pe malul Nistrului. Are 247 de case, cu o populație de 1860 de suflete; o biserică cu hramul Sf. Mihail; școală elementară rusească. Din acest sat la 1872, au plecat mulți emigranți spre a se stabili în Caucaz, ademeniți de o cârmuire.”
În 1911 erau 363 de gospodării și 1290 locuitori.
La reforma agrară din 1918-1924, țăranii din Holercani au fost împroprietăriți cu câte 6 ha de pământ arabil și de pășune, pentru fiecare cap de familie. Locuitorii, care aveau în posesia lor mai puțin pământ, au primit și ei în plus terenuri agricole până la 6 ha.
1922 - Holercani - cercul 1, județul Orhei. Biserica Sf. Neculai zidită la 1897, din piatra; 300 de gospodării de naționalitate română; este local pentru școală bisericească. Paroh preot: Matei Nicov, de 37 ani, a absolvit seminarul teologic, în serviciu de la 1908 pe loc. Cântăreț: Andrei Plămădială, 41 ani, cu 2 clase de școală spirituală, în serviciu de la 1904 pe loc. Oficiul Criuleni 15 km, gara Chișinău 52 km, depărtare de Orhei 25 km, comuna apropiată Marcăuți 3 km.
1923 - comună în plasa Criuleni, 360 clădiri la care se adaugă 40 nelocuite. Locuitori: 1457 bărbați și 1495 femei, total: 2952. Tovărășie de credit și păstrare, cooperativa de consum (1917), grădină de zarzavat, 2 școli primare mixte, biserică ortodoxă, poștă rurală, primărie. 2 cârciumi.
1924 - județul Orhei, plasa Criuleni. Locuitori: 2952. Primar: Parubin Mihail. Învățători: Bușilă Constantin, Plămădeală Feoctista. Preot Paroh: Nicov Matei. Băcani: Buzinovschi Șulim, Caț Chița. Bănci populare: Cooperativa de credit din Holercani, capital lei 50.000, Președinte: Rotar F. Cârciumari: Svavolschi Șulim. Croitori: Cârnaț Ioan.
1928 - comună rurală în județul Orhei; 1950 locuitori. Tribunalul Orhei, Judecătoria de Ocol: Criuleni. Gara Chișinău la 56 km. Băcănii: Buhinovschi Șulim, Catz Ghița, Svovolschi Șulim, Procupeț Aron, Cooperativa de Consum. Bănci: Banca Populară. Birturi: Chiriac Grigore. Cizmari: Cojocaru Simion. Croitori: Cârnaț Ion. Rotari: Sandu Gheorghe, Sandu Pavel. Agricultori: Sandu Simion.
Din anul 1930, unul dintre cele mai complete din perioada antebelică include informații precise asupra demografiei satului: 1819 locuitori, inclusiv 1799 români, 4 unguri, 1 german, 1 rus, 14 evrei. Localitatea ține de plasa Mașcăuți, jud. Orhei.
1941 - în Holercani sunt înregistrate 464 de clădiri și 1851 de locuitori

## Educație
În 1982 se ridică o școală în sat (fiind reorganizată mai tîrziu în Liceu Teoretic). Blocul de studii fiind constituit din 3 etaje cu 24 săli de studiu pentru 620 locuri, pe o suprafață de 5560 metri pătrați. În prezent dna directoare, Rotari Tamara, conduce un colectiv format din profesori buni și foarte buni în număr de 22 cadre didactice, instruind 295 elevi.

## Demografie
Conform catagrafiei din 1835, în sat locuiau: 117 familii de țărani (250 bărbați și 238 femei); 3 familii de romi șerbi (6 bărbați și 5 femei); 6 familii de mazili și ruptași (13 bărbați și 18 femei) și 8 familii de slujitori bisericești (22 bărbați și 15 femei), dintre care 2 preoți, 1 diacon, 2 dascăli, 1 ponomari și 2 familii văduve.
Recensământul Imperiului Rus din 1897 a stabilit 1304 locuitori, dintre care 664 bărbați și 640 femei.
| An   | Populație |
| ---- | --------- |
| 1835 | 567       |
| 1850 | 838       |
| 1859 | 872       |
| 1870 | 951       |
| 1875 | 958       |
| 1897 | 1.304     |
| 1904 | 1.860     |
| 1930 | 1.819     |
| 1941 | 1.851     |
| 2004 | 2.510     |
| 2014 | 2.271     |

### Compoziție etnică
Rezultatele recensământului din 2014 privind naționalitatea populației sunt:
|            | 2014      |
| Grup etnic | Populație |
| ---------- | --------- |
| Moldoveni  | 2 165     |
| Români     | 51        |
| Nedeclarat | 50        |

## Administrație și politică
Componența Consiliului local Holercani (11 consilieri), ales la 5 noiembrie 2023, este următoarea:
|  | Partid                                        | Consilieri | Componență | Componență | Componență | Componență | Componență | Componență |
|  | --------------------------------------------- | ---------- | ---------- | ---------- | ---------- | ---------- | ---------- | ---------- |
|  | Partidul Dezvoltării și Consolidării Moldovei | 6          |            |            |            |            |            |            |
|  | Partidul Acțiune și Solidaritate              | 3          |            |            |            |            |            |            |
|  | Candidat independent MARIA MARINUȚA           | 1          |            |            |            |            |            |            |
|  | Platforma Demnitate și Adevăr                 | 1          |            |            |            |            |            |            |

## Viața religioasă
În 1796 a fost construită o biserică de lemn cu hramul Sfinților Arhistratigi. Catre 1813 biserica a ajuns într-o stare deplorabilă:
„Ocolul Nistrului de Sus – Horelcani – biserica Sfinților Arhistratigi – din lemn, în starea nesatisfăcătoare, nu este înzestrată pe deplin cu toate cele necesare pentru cult.”
În 1817 a fost construită o biserică din piatră:
„Biserica Sfântului Arhistratig Mihail din satul Holercani, care aparținea mănăstirii Sfântului Sava din Iași, a fost construită în 1817 datorită străduințelor negustorului Zoițî Condinerul. Edificiul este din piatră, acoperișul este din șindrilă. Clopotnița este separată de edificiul bisericii, constituind patru piloni de lemn cu acoperiș, de asemenea, cu șindrilă.”
În 1866 edificiului bisericii Sfântului Arhanghel Mihail i-a fost adăugată o clopotniță din piatră. În acea vreme localitatea Holercani intra în lista moșiilor care aparțineau mănăstirii Sfântului Mormânt din Ierusalim. Acest document intitulat „Lista bisericilor construite și reconstruite din localitățile din Basarabia ce aparțineau mănăstirii Sfântului Mormânt din Ierusalim” a fost alcătuit de Administratorul acestor moșii, protosinghelui (arhimandritul) Nicodim:
”În satul Holercani în 1866, biserica veche a fost reconstruită, i s-a adăugat o clopotniță nouă, a fost vopsită în interior și exterior, a fost instalat un iconostas nou și icoane, a fost înzestrată cu vase liturgice și alte obiecte de cult, și depus în total 2200 ruble de argint.”
Dintr-o scrisoare a protosinghelului Nicodim din 22 februarie 1866 aflăm cine anume s-a ocupat de lucrările de construcție:
”În localitatea Holercani pentru reconstrucția bisericii și edificarea unei clopotnițe din piatră merge antreprenorul Feodosie Drtoplev.”

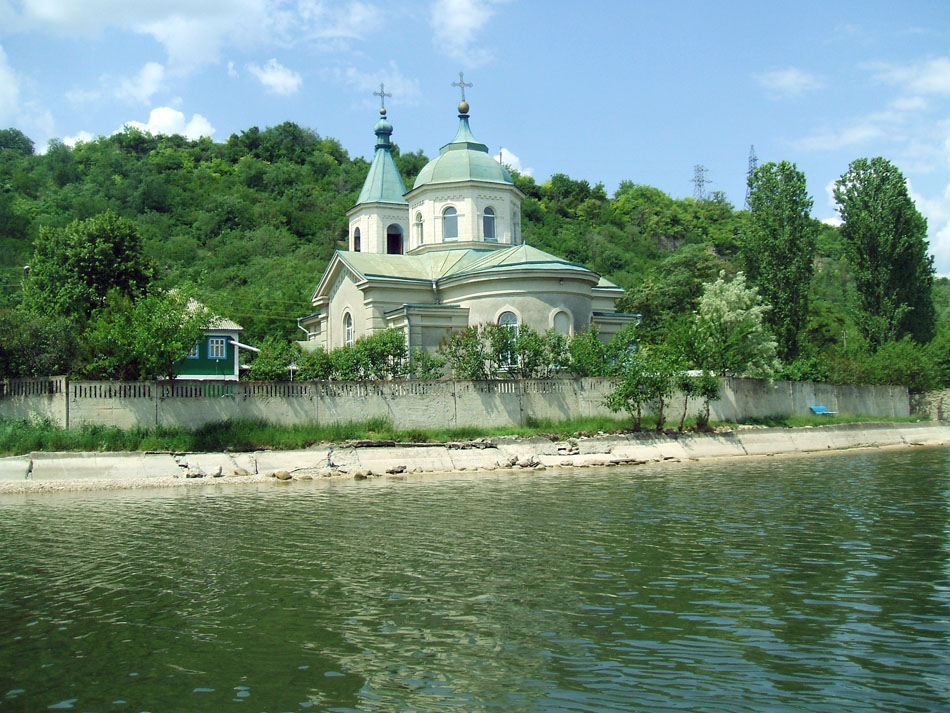
Biserica Sf. Irh. Nicolae din Holercani

În anul 1895 în satul Holercani a fost construită o nouă biserică din piatră, care a ajuns până în zilele noastre, având peste o sută de ani.
”Biserica din satul Holercani a fost construită în 1895 datorită străduinței locuitorilor și a unei sume de bani dată din fondul veniturilor moșiilor mănăstirilor închinate. – Edificiul este din piatră acoperit cu tablă metalică, unită cu clopotnița, tot din piatră. – Curtea este îngrădită cu gard din piatră, iar în curte este construită o casă parohială acoperită cu tablă metalică. Temelia bisericii este din piatră. – Hramul bisericii este în cinstea Sfântului Nicolae, făcătorul de minini. Ziua hramului se sărbătorește la 9 mai.”

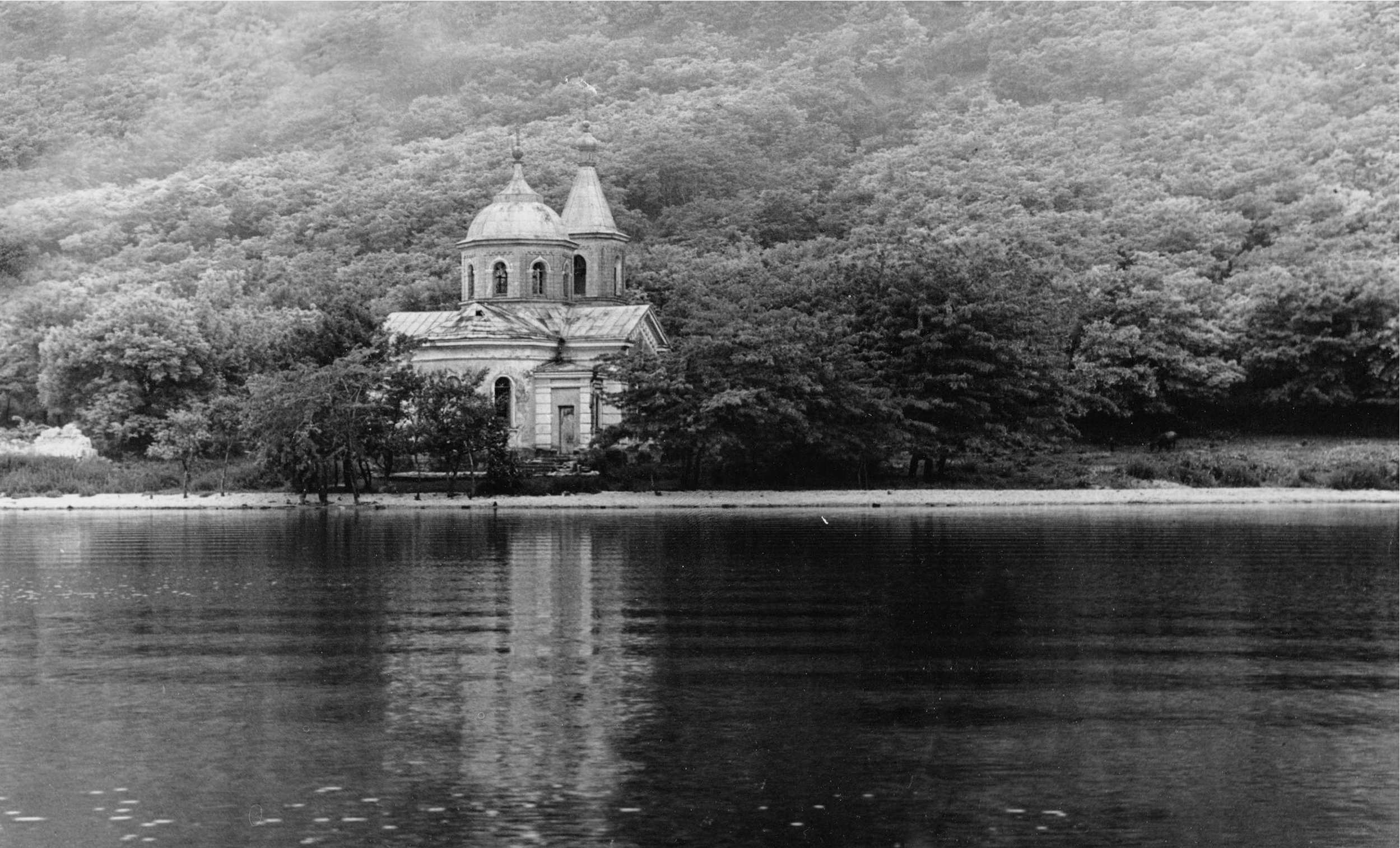
Biserica în 1970

În 1905 familiile Popușoi, Sandu, Porubin, Petco, Cornovanu, Sârbu, Moisei, Grati și Șeptelici au donat biserici 693 de ruble pentru cumpărarea icoanelor și obiectelor bisericești.
După toată probabilitatea, cea mai capitală reparație în biserica din Holercani a fost efectuată în anul 1913, când a fost demontată bolta cruciformă din piatră și a fost făcută prin peretele clopotniței o ușă pentru a ajunge în cafastru nou construit, când a fost schimbată o podea nouă, au fost instalate gratii metalice la ferestre, au fost așezate pavele în jurul bisericii, au fost aurite crucile etc.
Reparația a fost efectuată de antreprenorul Efimii Prohorenco sub supravegherea arhitectului M.S. Seroținschii, care a făcuta o estimare detaliată a cheltuielilor de reparație a edificiului bisericii. În total pentru reparație s-au cheltuit 4200 ruble.

### Preoți
Din 1843 la Holercani a slujit preotul Zaharia Sandulescu, născut în 1813 în Holercani, fiu de dascăl. La 6 octombrie 1837 a fost numit pălămar la biserica din Suslenii de Sus, județul Orhei. La 17 februarie 1843 arhiepiscopul Dimitrie Sulima l-a hirotonit în treapta de preot pe seama bisericii din Holercani. La 26 martie 1853 a fost decorat cu dreptul de a purta Nabedrenic, în 1858 a primit cruce pectorală în amintirea războiului din 1853-1856, în 1874 a primit binecuvântarea Sfântului Sinod. A slujit la Holercani cel puțin până în 1877.
În anii 1891-1909 a slujit preotul Nicolae (Nicon) Iacov, născut în 1869 în Onițcani, fiu de preot, a absolvit Seminarul teologic din Chișinău. La 8 octombrie 1891 a fost hirotonit în treapta de diacon, la 17 octombrie 1891 a fost hirotonit în treapta de preot pe seama bisericii din Holercani, la 4 august 1909 a fost transferat la biserica din Onițcani.
Din 1909 a slujit preotul Matei Nicov, născut în 1885 în Verejeni, fiu de cântăreț bisericesc, a absolvit Seminarul teologic din Chișinău. La 9 noiembrie 1908 a fost hirotonit în treapta de diacon, la 16 noiembrie 1908 a fost hirotonit în treapta de preot pe seama bisericii din Onițcani, la 4 august 1909 a fost transferat la biserica din Holercani, unde a slujit și în anii 1930, fiind paroh al bisericii.
În 1941-1942 a slujit preotul Petru Gherbanovschi, născut în 1900, a absolvit Seminarul teologic din Chișinău. În 1927 a fost hirotonit în treapta de preot pe seama bisericii din Miguleni, județul Orhei, ulterior transferat la Holercani.
În 1943-1944 a slujit preotul Vsevolod Guma, născut în 1888 în Dubăsarii Vechi, fiu de preot, a absolvit Seminarul teologic din Chișinău. La 24 noiembrie 1915 a fost hirotonit în treapta de preot pe seama bisericii din Blindești, județul Bălți, în 1930 a fost transferat la biserica din Ciocîlteni, județul Orhei, ulterior transferat la Holercani.
Din 1946 a slujit preotul Nicolae Grigorașenco, născut în 1898 în Holercani. A absolvit școala de cântăreți bisericești din Odesa în 1918. A lucrat mult timp în parohiile din Eparhia Chișinăului. La 8 august 1946 a fost hirotonit preot de episcopul Ieronim Zaharov pe seama bisericii din Holercani, din 27 mai 1947 deservea și parohia Marcăuți.
În 1959 biserica Sfântul Nicolae din Holercani a fost închisă.
Biserica a fost redeschisă odată cu numirea în funcția de paroh din 20 iunie 1990 a părintelui Vasile Pistrui, care cu multă dragoste și sârguință a readus la viața liturgică sfântul lăcaș. Biserica a avut de suferit, deasemenea, în urma conflictului armat de pe Nistru din 1992.
Din 22 august 2000 paroh a fost numit părintele Teodor Pelin, care, la fel, împreună cu preoteasa s-au ostenit pe tărâmul pastoral, reușind să cristalizeze o temeinică comunitate creștină.
Din 23 septembrie 2004 slujește părintele Emanuil Grigoriev.

## Galerie

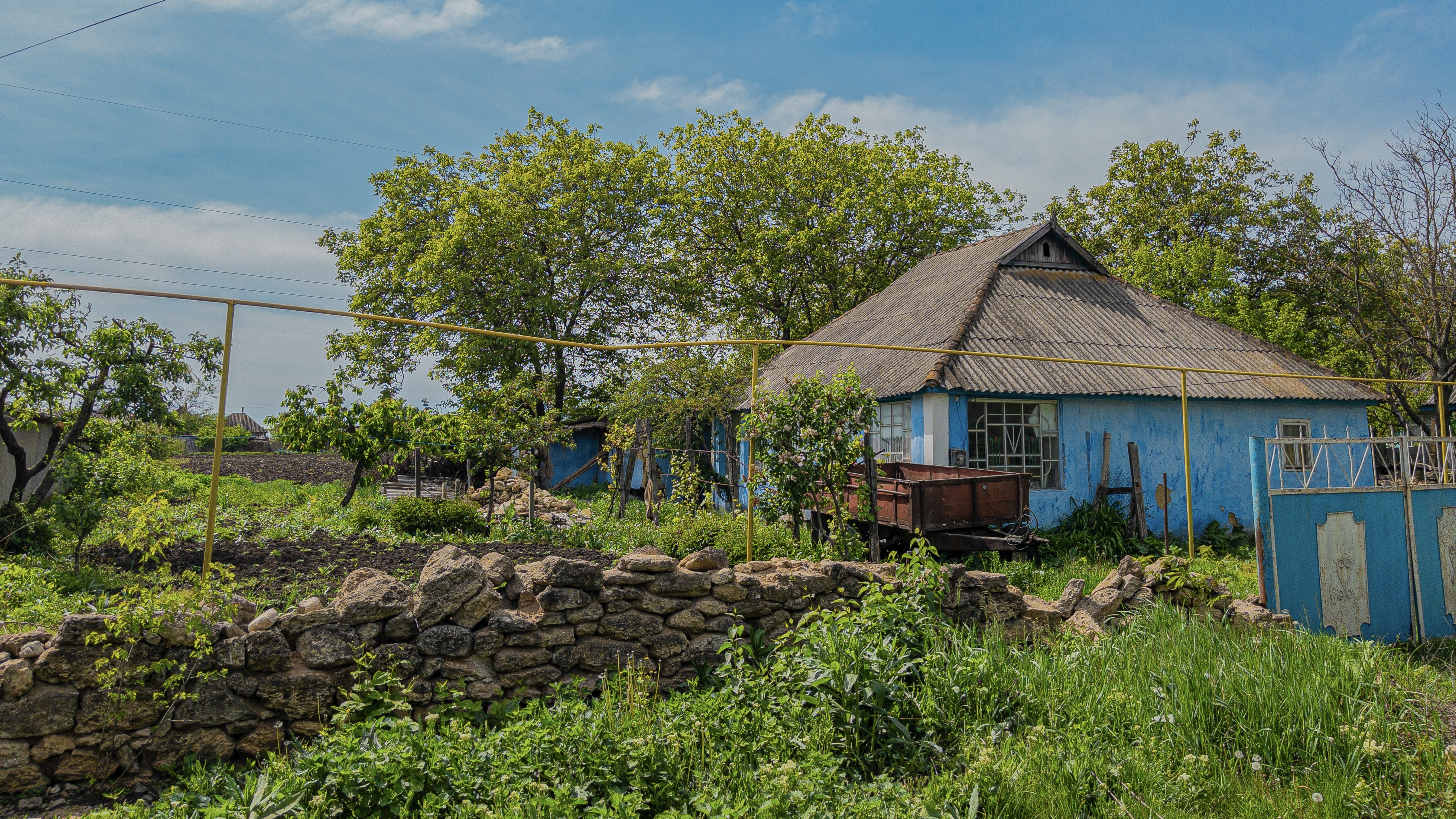
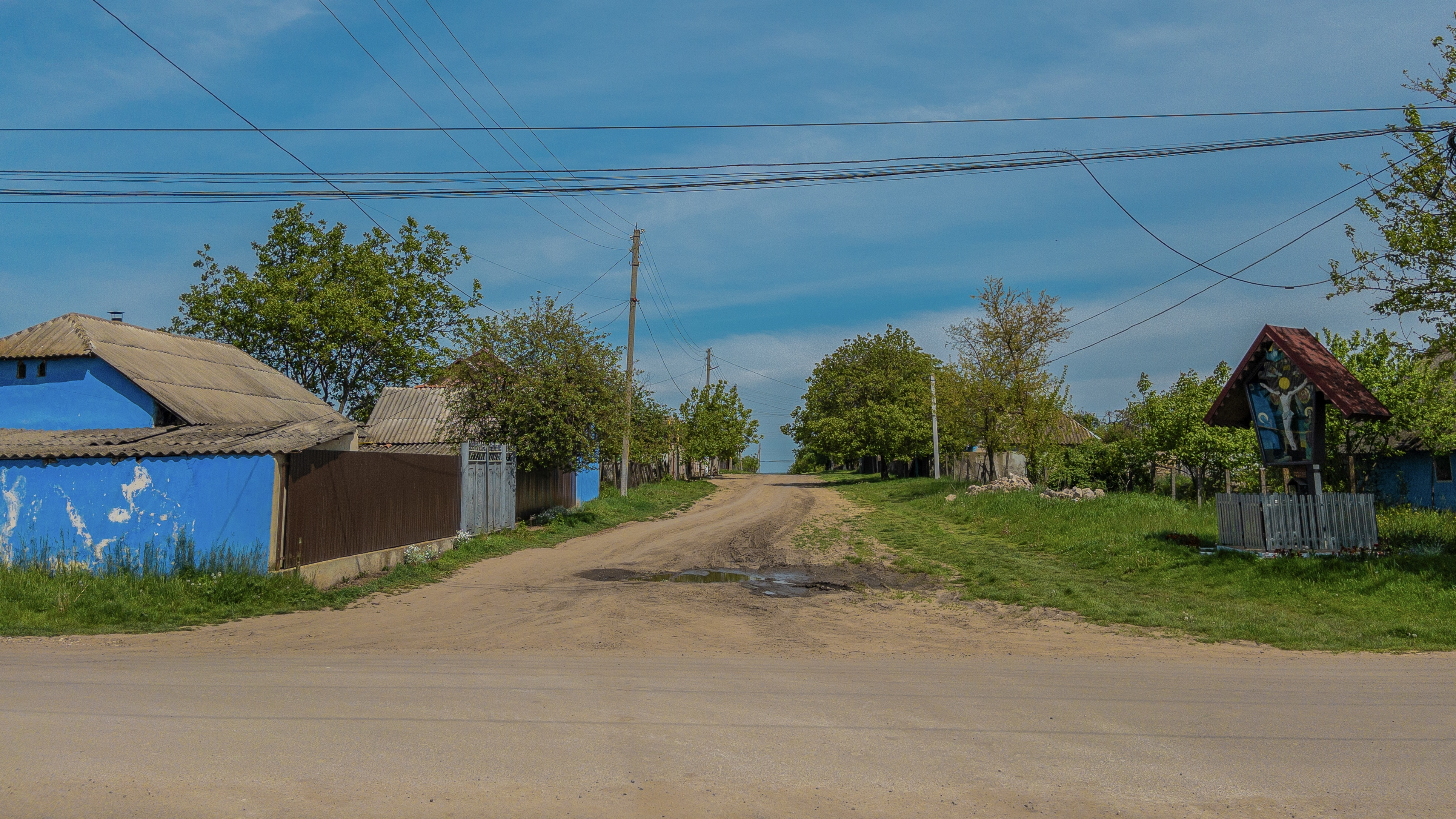
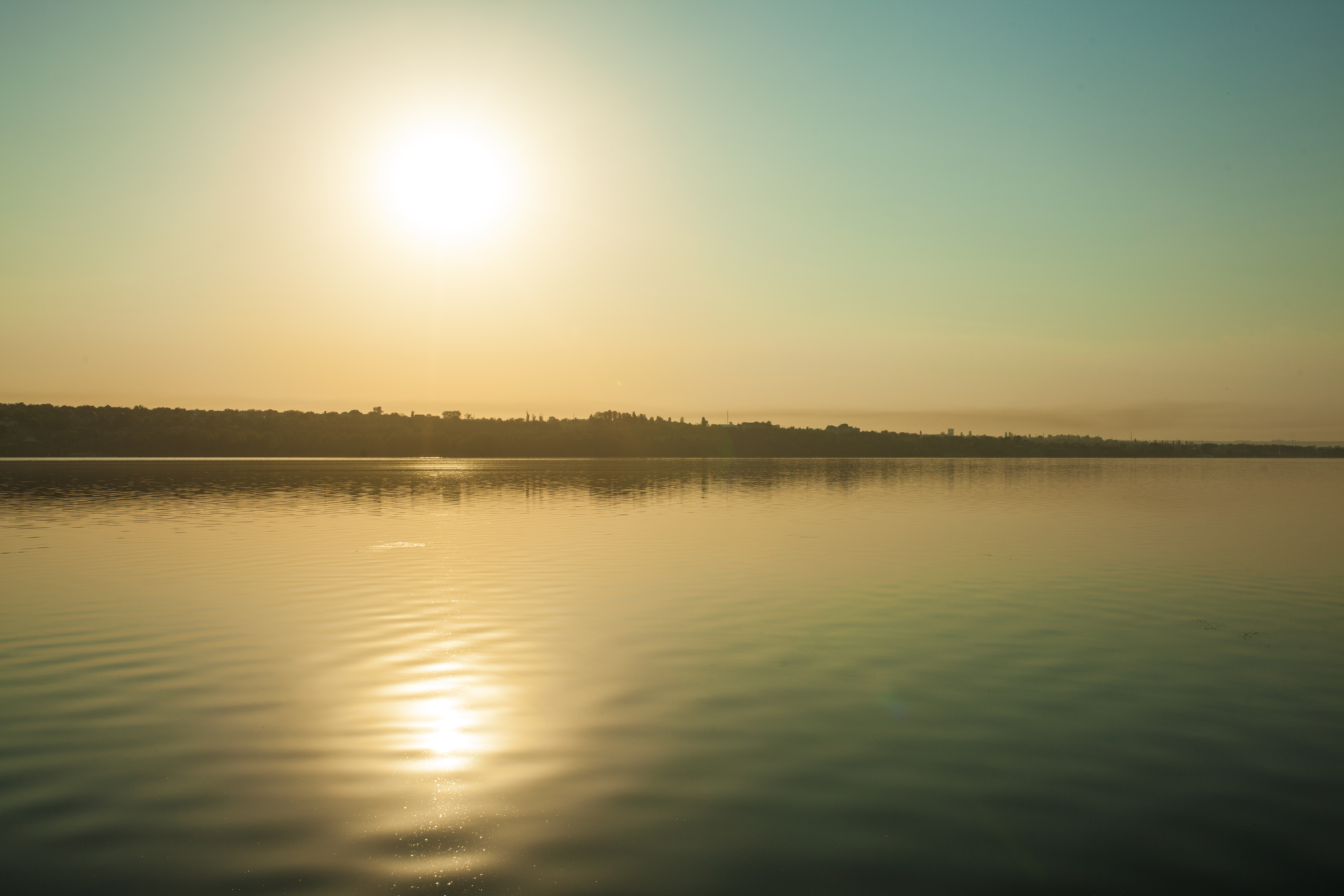
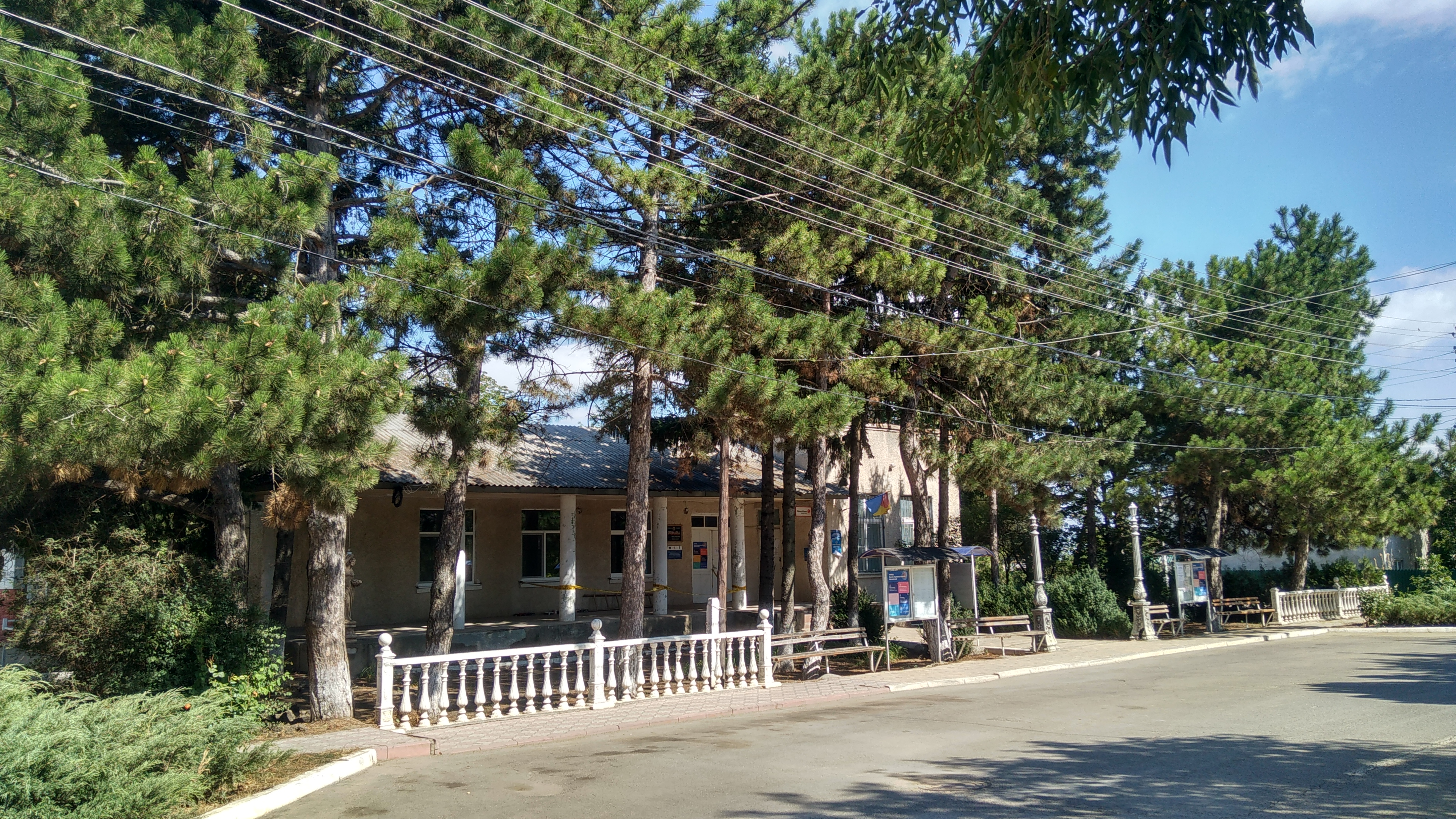
Primăria Holercani
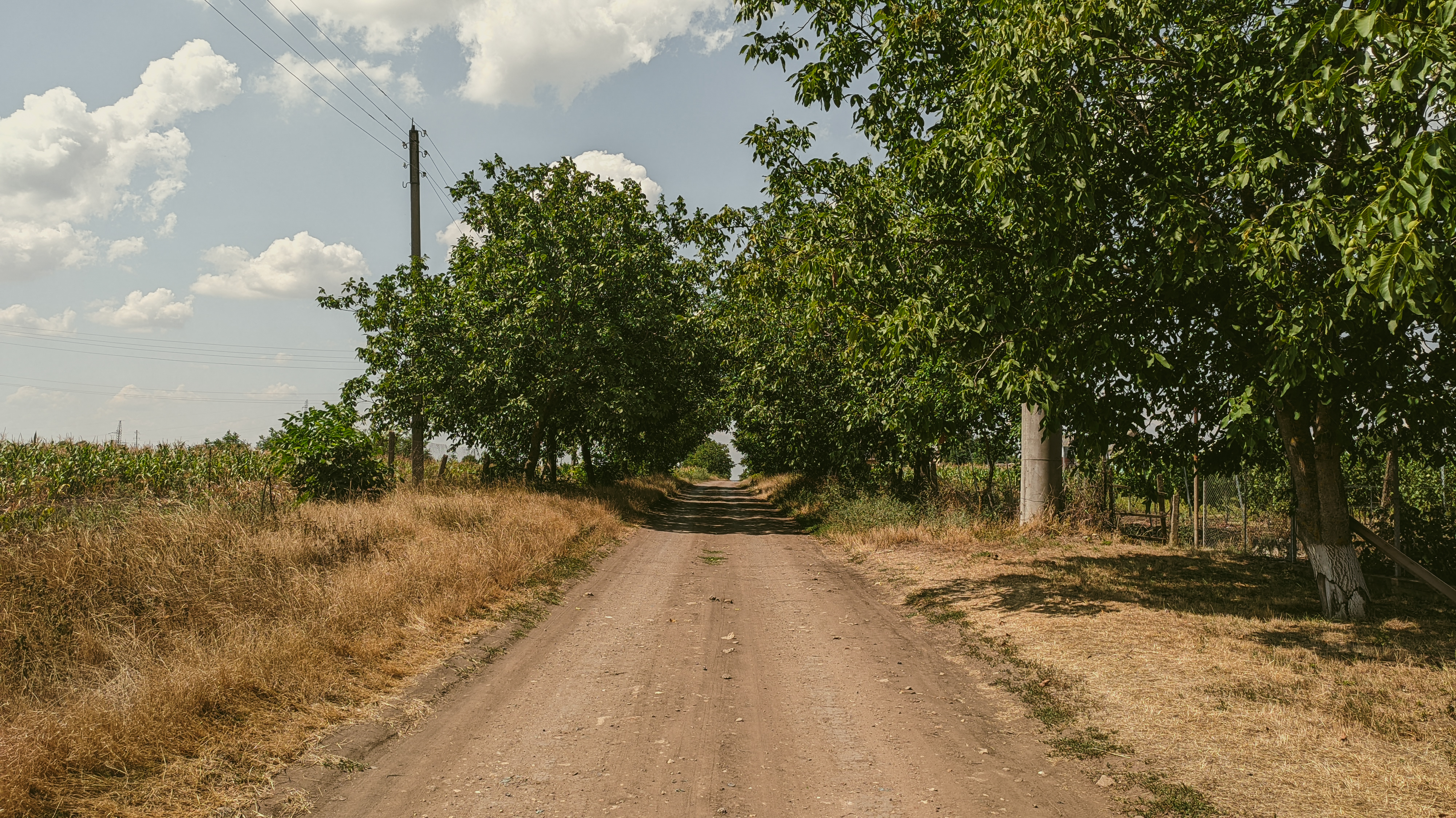